# Maurizio Galbaio
Maurizio Galbaio (Latin Mauricius Galba) var den sjunde dogen av Venedig. Han var den första stora dogen (Galbaio regerade i 22 år) och påbörjade Venedigs väg mot fullständig självständighet och framgång. Även under hans regeringstid valdes tribuner som bestämde en hel del och hade stort inflytande över dogen och politiken.
Galbaio införde en ändring i successionsordningen så att dogetiteln därefter kunde ärvas. Han efterträddes mycket riktigt som doge av sin son, Giovanni Galbaio.